# Invent, Animate
Invent Animate is een Amerikaanse metalcoreband afkomstig uit Port Neches, Texas.

## Biografie
De band werd opgericht eind 2011 en bracht kort daarna hun debuut EP Waves uit. De EP ontving lovende kritieken uit de online djent-gemeenschap. Ter promotie verzorgde de band het voorprogramma voor bands als ERRA en Close to Home, waarna ze later dat jaar Aaron Matts, de zanger van Betraying the Martyrs wisten te strikken voor hun nieuwe single. Na in 2013 nog meerdere singles uit te brengen, werd op 17 februari 2014 bekendgemaakt dat de band een contract had verdiend bij Tragic Hero Records, waar ze later dat jaar, op 22 augustus, ook hun door Brian Hood geproduceerde debuutalbum Everchanger uitbrachten. De rest van dit jaar was de band onderdeel van meerdere Noord-Amerikaanse tours, waarbij ze onder andere het podium deelden met I Declare War, For All I Am, Kingdom of Giants en Betraying the Martyrs.
Na ook in 2015 excessief te toeren met bands als Veil of Maya, After the Burial, Silent Planet en Texas in July, verliet gitarist Logan Forrest eind 2015 de band. Op 8 juli 2016 bracht de band haar tweede album Stillworld uit, waarvoor later dat jaar ter promotie getoerd werd in het voorprogramma van The Plot in You en The Word Alive. Ook 2017 spendeerde de band vervolgens bijna volledig toerend, onder andere het voorprogramma verzorgend op de Carry the Flame Tour van After the Burial, de Canadese tour van Northlane, alsook de Hikari Release Tour van Oceans Ate Alaska, waar ook Dayseeker onderdeel van was.
Op 7 november 2019 bracht de band een nieuwe single uit, waarmee ze tegelijkertijd ook hun nieuwe zanger, Marcus Vik, presenteerde. Op 13 maart 2020 kwam vervolgens het derde album van de band uit. Ter promotie van Greyview toerde de band begin 2020 mee met de Trilogy Tour, naast bands als Silent Planet en Currents. Bassist Caleb Sherraden kon hierbij vanwege medische redenen niet aanwezig zijn.

## Personele bezetting
Huidige leden
- Marcus Vik - vocalen  (2019-heden)
- Keaton Goldwire  – gitaar (2011–heden)
- Trey Celaya – drums, vocalen, gitaar (2011–heden)
- Caleb Sherradan – bas (2011–heden)

Voormalige leden
- Logan Forrest – gitaar (2011–2015)
- Cody Graham – gitaar (2011)
- Ben English – vocalen (2011–2018)

## Discografie
Albums
| 2014 | Everchanger - Uitgebracht: 22 augustus, 2014 - Label: Tragic Hero Records |
| 2016 | Stillworld - Uitgebracht: 8 juli, 2016 - Label: Tragic Hero Records       |
| 2020 | Greyview - Uitgebracht: 13 maart, 2020 - Label: Tragic Hero Records       |

Ep's
- 2012 - Waves